# Година без лета
Година без лета позната је и као Година сиромаштва, а то је било 1816, када је велика хладноћа током лета уништила усеве у Европи и Северној Америци, америчком североистоку и источној Канади. Историчар Џон Д. Пост то назива последњом великом прехрамбеном кризом западног света.". Глад изазвана том појавом довела је до смрти 200.000 људи у Европи.

## Опис
Неуобичајена климатска аберација 1816. имала је највећи ефект на америчком североистоку, канадском приморју, Њуфаундленду и северној Европи. Типично касно пролеће и лето на североистоку САД имају релативно стабилну темпаратуру од око 20° до 25 °C, а врло ретко испод 5 °C. Летњи снег је изузетно редак, иако се може десити у мају.
У мају 1816., мраз је уништио већину усева, који су били посијани, а у јуну су биле две јаке снежне мећаве, у којима се смрзло доста људи у источној Канади и Новој Енглеској. У Квебеку је била око стопа снега почетком јуна. У јулу и августу речни и језерски лед је био примећиван чак и у Пенсилванији. Брзе драматичне промене температуре биле су тада уобичајене, тако да се дешавало да темпаратура падне од 35 °C нагло на темпаратуру близу смрзавања и то све за неколико сати. Иако су пољопривредници јужно од Нове Енглеске успели да пожању нешто усева, цене кукуруза и других житарица су драматично нарасле. Цена овса је од 12 центи по бушелу нарасла на 92 цента по бушелу.

## Узроци
Данас се мисли да су се одступања температуре десила због ерупције вулкана Тамбора на острву Сумбава у Холандској Источној Индији (данашња Индонезија), која је била 5. априла - 15. априла 1815. Тада је огромна количина вулканског пепела завршила у горњој атмосфери.
Други вулкани који су били активни у том периоду су:
- Суфријер на Сент Винсенту у Карибима 1812.
- Мајон на Филипинима 1814.

Те две ерупције су већ избациле велику количину пепела у атмосферу. Уобичајено је да након масивне вулканске ерупције падне глобална темпаратура, јер се мање сунчаног зрачења пробије кроз атмосферу до земље.

## Ефекти
Као последица серије вулканских ерупција, усеви у гореспоменутим областима су слабо рађали неколико година пре 1815. Коначни удар је била ерупција Тамборе из 1815. У Америци многи историчари "Годину без лета" сматрају главним узрочником покрета америчких колониста према западу и убрзано насељавање америчког средњег запада. Много становништва је кренуло да тражи богатију земљу и боље услове за усеве, па су се покренули према Горњем Средишњем Западу САД (тада су то биле Северозападне територије САД).
Европа се још опорављала од последица Наполеонових ратова и постојала је велика несташица хране. У Великој Британији и Француској су избиле побуне због несташица хране а складишта хране су у тим побунама опљачкана. Насиље је било најјаче у Швајцарској, која је имала мало обрадиве земље. Швајцарска влада је прогласила ванредно стање због опште глади. Велике олује, абнормалне количине киша и поплаве великих река (нпр. Рајне) у Европи, су још више допринеле глади. Осим тога у августу 1816. ударио је и мраз. Један документарац Би-Би-Сија користио је бројке сакупљене у Швајцарској и процењено је да је те године било дупло више умрлих, него што је било уобичајено. Процењује се да је укупно било око 200.000 мртвих у Европи због те необичне климатске промене.
Ерупција Тамборе изазвала је појаву смеђег снега у Мађарској. У Италији се нешто слично дешавало, тако да је током године падао црвени снег. Верује се да је вулкански пепео у атмосфери био узрок те необичне боје снега.
У Кини су неуобичајено ниске температуре за лето упропастиле род пиринча у провинцији Јунан што је довело до велике глади. Падање снега је забележено лети на више места у две провинције на југу Кине.
. Снег је забележен и на Тајвану, који је имао тропску климу.

## Културни ефекти
Велика количина пепела у атмосфери допринела је необичним спектакуларним заласцима сунца. То се види и на сликама М. В. Тарнера.
Недостатак зоби инспирисао је немачког изумитеља Карла Драјса да истражи друге начине превоза без коња. То је довело до изума дресине или велосипеда, возила које је претходило данашњем бициклу.
Заједно са многим другима породица Џозефа Смита преселила се у западни део државе Њујорк након неколико година веома слабе жетве. Смит је основао 1830. мормонску цркву.
Мери Шели, Џон Вилијам Полидори и њихови пријатељи одлучили су да током празника у Швајцарској 1816. због великог невремена остану код куће. Да би прекратили време, започели су такмичење у писању хорор прича. Тада је Мери Шели написала Франкенштајна или модерног Прометеја а Полидори Вампира.